# ヴェローナ市街
ヴェローナ市街（ヴェローナしがい）は、イタリアにあるユネスコの世界遺産（文化遺産）のひとつ。イタリア北東部の都市ヴェローナはローマ時代の遺跡や中世の街並みがよく残されている。登録は2000年。

## 概要
ヴェローナはイタリアの北東部、アルプス山脈の麓にある街である。現在はヴェローナ県の県庁都市であるが、ミラノ、ヴェネツィア、ローマの各方面への道の交差する場所で古くから交通の要衝の地であった。このため多くの国の支配下に置かれた。街の最盛期は、13世紀から14世紀、デッラ・スカラ家の統治時代に迎える。その後、ミラノのヴィスコンティ家の支配下に入り、15世紀初めからはヴェネツィア共和国に属した。
またシェイクスピアの戯曲『ロミオとジュリエット』や『ヴェローナの二紳士』の舞台になったことでも有名である。2月から3月に行われるニョッキ祭でも有名。

## 主な構造物

### 円形闘技場（アレーナ・ディ・ヴェローナ）
アレーナ・ディ・ヴェローナ（Arena di Verona）の名で知られる円形闘技場は、紀元前1世紀初めに作られたと考えられている。ローマのコロッセオ、ナポリの円形劇場に次ぎ、イタリア国内3番目の大きさを誇り、収容人数は2万5000人。舞台や座席も残り、イタリア国内で最も保存状態が良いといわれている。
毎年6月から8月にかけてオペラ公演が行われている。この夏のオペラ・シーズンは、規模、演奏水準ともヨーロッパでも屈指の音楽祭であり、2012年夏の第90回オペラ・フェスティヴァルでは「ドン・ジョヴァンニ」「アイーダ」「カルメン」「トゥーランドット」「ロメオとジュリエット」「トスカ」の6演目で合計50回の公演が予定されている。

### エルベ広場
エルベ広場（Piazza delle Erbe）の「エルベ」は野菜の意味で、その名の通り野菜の市が開かれた場所である。長方形の大きな広場で、古代ローマからの歴史を持つ。広場には、ヴェネツィア共和国の象徴であったサンマルコの円柱やカンピオーネの作によるマドンナの噴水がある。広場の奥には17世紀に建てられたバロック様式のマッフェィ宮殿が建つ。

### シニョーリ広場
シニョーリ広場（Piazza dei Signori）にはローマ帝国時代にはフォルム（中央広場）があり、その頃はエルベ広場と一つであった。広場の中央にはダンテの像が立っている。

### ランベルティの塔
ランベルティの塔（Torre dei Lamberti）は、シニョーリ広場のそばに建つ。高さ84m。

### ヴェッキオ城
ヴェッキオ城（Castelvecchio）は、14世紀後半にカングランデ2世により建築された。以後は、スカラ家の居城として用いられる。赤いレンガでできている城壁と6つの塔、跳ね橋が残る。ナポレオンがヴェローナを支配したときはこの城が兵舎として使われた歴史も持つ。現在は、市立博物館となっている。
城からアディジェ川に向って、スカリジェロ橋がかかる。橋は、白い石で基礎とアーチが、他の部分は赤いレンガで作られた3重橋。第二次世界大戦中に退却するドイツ軍により爆破されてしまった。しかし戦後、石を拾い集めて復元された。

### スカラ家の廟
スカラ家の廟（Arche scaligere）は、スカラ家の教会であるサンタマリア・アンティカ教会の側にある。墓廟は、スカラ家の紋章などで華やかに飾られたゴシック様式の構造。4角錐の屋根の上には騎士像が飾ってある。

### ジュリエットの家
ジュリエットの家（Casa di Giulietta）と呼ばれる家は、『ロミオとジュリエット』においてジュリエットのモデルとなったカプレーティ家の娘の家。映画や舞台で有名なバルコニーも見られる。ただしシェークスピアがイタリアを訪れた記録はない。
前庭にはジュリエットの像も建つ。館内には当時の家具や日用品を展示している。
また、同様に「ロミオの家」（Casa di Romeo）も残っているが、個人所有のため非公開である。

## 登録基準
この世界遺産は世界遺産登録基準のうち、以下の条件を満たし、登録された（以下の基準は世界遺産センター公表の登録基準からの翻訳、引用である）。
- (2) ある期間を通じてまたはある文化圏において、建築、技術、記念碑的芸術、都市計画、景観デザインの発展に関し、人類の価値の重要な交流を示すもの。
- (4) 人類の歴史上重要な時代を例証する建築様式、建築物群、技術の集積または景観の優れた例。

## アクセス
ヴェネツィアの西約100kmにある。ヴェネツィア、ミラノから鉄道で1時間半から2時間程度。